# Liste der Kulturdenkmäler in Holzheim (Aar)
In der Liste der Kulturdenkmäler in Holzheim sind alle Kulturdenkmäler der rheinland-pfälzischen Ortsgemeinde Holzheim aufgeführt. Grundlage ist die Denkmalliste des Landes Rheinland-Pfalz (Stand: 8. Dezember 2023).

## Einzeldenkmäler
| Bezeichnung              | Lage                                  | Baujahr | Beschreibung | Bild                           |
| ------------------------ | ------------------------------------- | ------- | --- | ------------------------------ |
| Kriegergedächtniskapelle | Friedhofstraße, auf dem Friedhof Lage |         | romanischer Chor einer untergegangenen Kirche | Fotos hochladen                |
| Burg Ardeck              | westlich des Ortes Lage               | 1395    | wohl 1395 errichtet, seit der ersten Hälfte des 18. Jahrhunderts Ruine; kleiner unregelmäßig rechteckiger Bering, Schildmauer mit sechseckigem Eckturm, runder Hauptturm, Wehrgänge; Burgberg; bauliche Gesamtanlage | weitere Bilder Fotos hochladen |